# Enontekiö

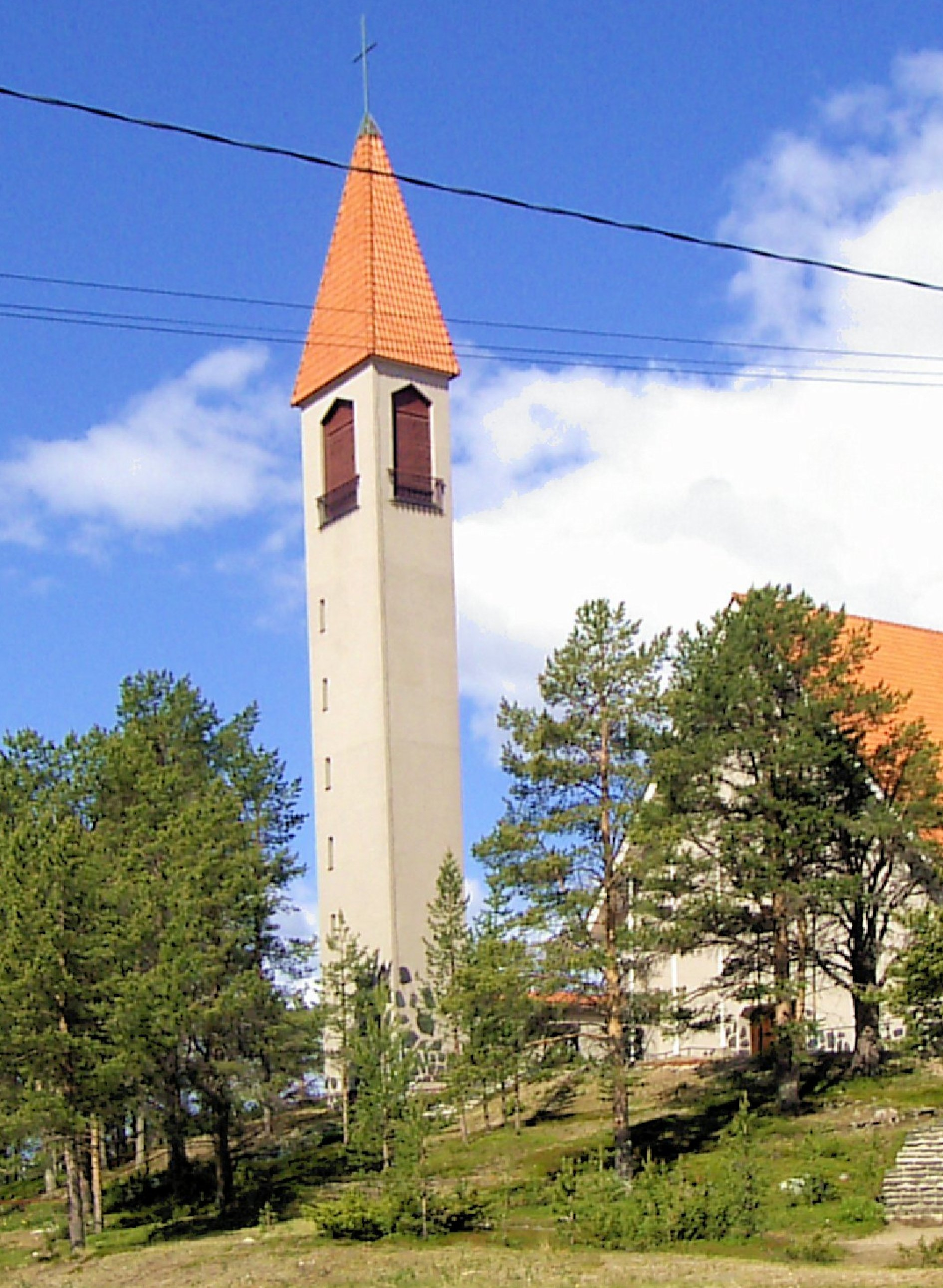
Enontekiö

Enontekiö en sami septentrional Eanodat, en suec Enontekis, és un municipi de la Lapònia finlandesa. Ocupa una superfície de 8.391 km² i té una població de 1.890 habitants (2012), va ser fundat el 1877. Es troba a l'extrem nord-oest del país en la frontera entre Suècia i Noruega. S'hi troba el punt més alt de Finlàndia, Halti, (1.324m sobre el nivell del mar) dins les Muntanyes escandinaves. El centre administratiu d'Enontekiö és el poble d'Hetta. Una cinquena part de la població és d'ètnia Sami. Les principals indústries són el turisme i la ramaderia de rens.

## Pobles d'Enontekiö
Els noms en sami entre parèntesis:
| - Hetta (Heahttá) - Jatuni (Jáhton) - Karesuvanto (Gárasavvon) - Kelottijärvi - Ketomella - Kilpisjärvi (Gilbbesjávri) - Kultima (Gulddán) - Kuttanen (Guhttás) - Leppäjärvi (Leaibejávri) - Luspa (Luspi) - Markkina (Boaresmárkan) - Maunu (Mávdna) - Muotkajärvi (Muotkejávri) | - Näkkälä (Neahčil) - Nartteli - Nunnanen (Njunnás) - Palojärvi (Bálojávri) - Palojoensuu (Bálojohnjálbmi) - Peltovuoma (Bealdovuopmi) - Raittijärvi - Ropinsalmi - Saivomuotka - Sonkamuotka - Vähäniva - Vuontisjärvi (Vuottesjávri) - Yli-Kyrö |

### Flora i fauna

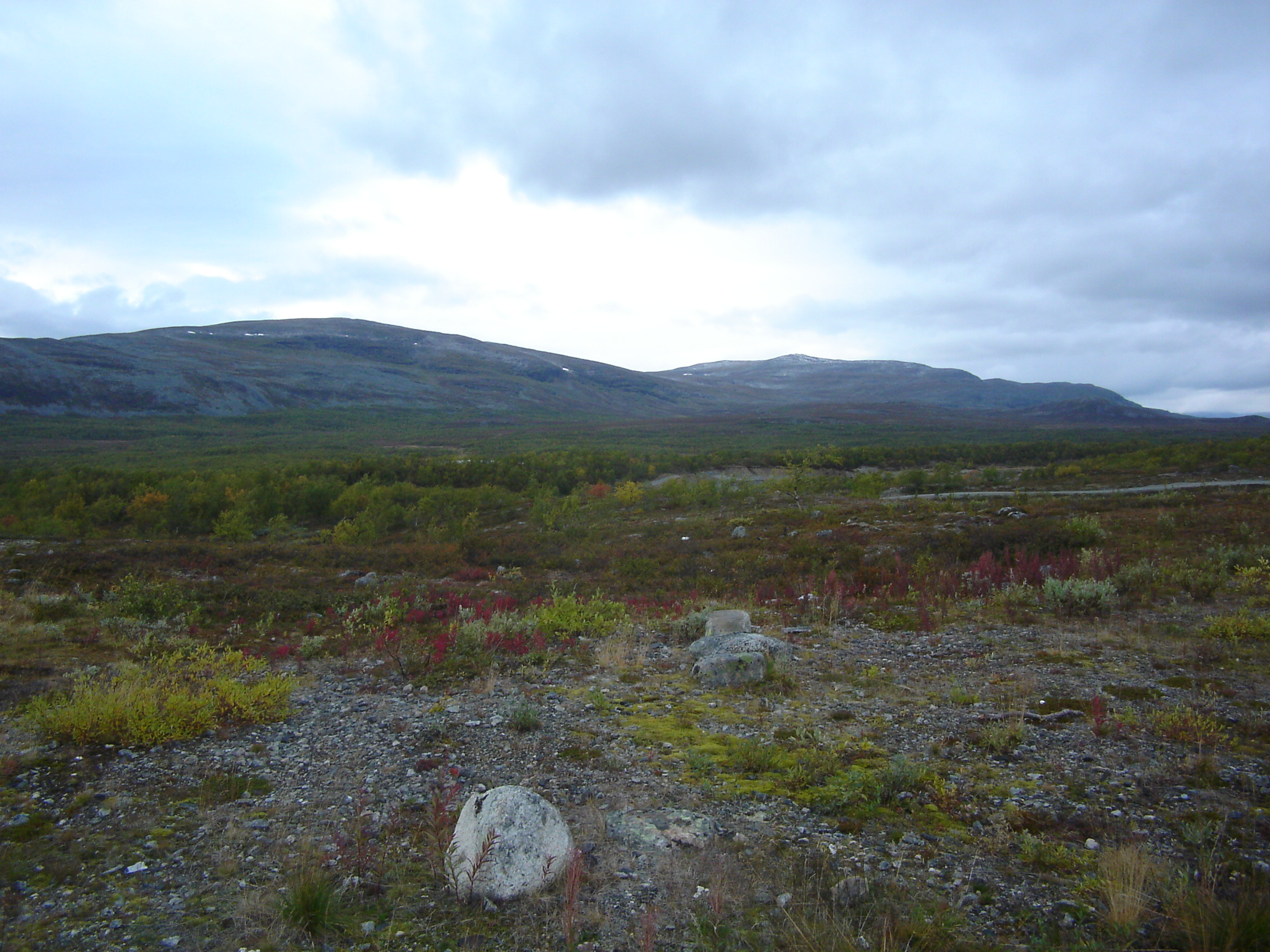
Al nord del municipi la vegetació és esparsa.

Per la seva alta latitud la vegetació és poc exuberant. Es troba en el límit nord de la pícea Picea abies El límit arbori és a uns 600 m d'altitud i per sobre hi ha la tundra. Hi ha torberes. Només el 19% d'Enontekiö té superfície arbrada. Conté part del P nacional Pallas-Yllästunturi, com també les zones de vida silvestre de Käsivarsi, Pulju, Pöyrisjärvi i Tarvantovaara.
Pel seu clima fred hi ha espècies àrtiques desconegudes a la resta de Finlàndia com el lemming de Noruega, la guineu àrtica, el mussol nival i altres.

### Clima
El clima d'Enontekiö és molt fred amb una temperatura mitjana anual de -1,9 °C amb la mitjana de gener de -12,9 i la de juliol d'11,2 °C. La precipitació mitjana anual és de 487 mm amb el màxim al juliol.